# Traslitterazione e trascrizione delle rune
La trascrizione e traslitterazione delle rune sono parte dell'analisi di un'iscrizione runica, che riguarda innanzitutto una traslitterazione in alfabeto latino, poi una trascrizione in una scrittura normalizzata nella lingua dell'iscrizione ed infine una traduzione in una lingua moderna. È pratica comune scrivere le traslitterazioni in grassetto e le trascrizioni in corsivo, poiché questi due passaggi devono rimanere distinti tra loro.
Non solo mostrando l'iscrizione originale, ma anche la sua traslitterazione, trascrizione ed infine traduzione, gli studiosi presentano la propria analisi in modo da permettere al lettore di seguire passo passo la loro interpretazione delle rune. Ogni passo ha le sue sfide, ma la maggior parte delle iscrizioni in Fuþark recente sono abbastanza facili da interpretare; gran parte degli scandinavi può imparare a leggere le rune con un po' di allenamento. Le iscrizioni in Fuþark antico invece sono molto più difficili e richiedono una vasta conoscenza nel campo della linguistica storica. Opere come le Sveriges runinskrifter contengono estese presentazioni dei vari modi in cui le iscrizioni sono state interpretate nei secoli.

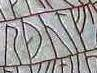
Le rune a e þ legate, sulla Pietra di Rök.

Il primo passo dell'analisi, ovvero mostrare l'iscrizione originale, avviene generalmente presentandola con una foto dell'iscrizione stessa oppure con un disegno fatto da uno studioso (soprattutto quando l'iscrizione è andata perduta o è stata cancellata dal tempo): infatti è praticamente impossibile rendere le rune in tutti gli svariati modi in cui compaiono sulle iscrizioni, per via dell'infinità di deformazioni regionali, punti, tratti e legature che vi possono comparire.

## Traslitterazione

Varianti della runa ansuz, tutte traslitterazione come a.

"Traslitterazione" significa che le rune sono rappresentate con una lettera corrispondente dell'alfabeto latino in grassetto. Non è tenuto in alcuna considerazione il suono che la runa rappresenta realmente nell'iscrizione: un ottimo esempio è fornito dalla runa ansuz, che può variare molto in forma e suono. Nelle iscrizioni più antiche in Fuþark recente essa rappresenta una a nasale (come nel francese an), ma più tardi prese a rappresentare altri fonemi come o; tuttavia qualche maestro runico continuò ad usare la runa ansuz per il fonema /a/. Tale runa è sempre traslitterata come o dal Fuþark recente (anche quando ha suono "a"), dunque la traslitterazione mon nella pietra U 226 in realtà rappresenta l'antico norreno man, e hon nella pietra di Frösö rappresenta han; in un'altra iscrizione invece forþom rappresenta l'antico norreno forðom: la distinzione tra i vari fonemi di una runa non avviene nella traslitterazione, ma nella trascrizione.

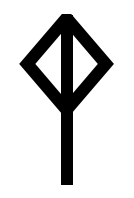
La runa legata i ͡ŋ.

Talvolta le rune sono "puntate", ovvero è stato a loro aggiunto un punto, e nelle traslitterazioni le rune puntate sono trattate differentemente rispetto alle rune ordinarie. Le rune u, k ed i, se puntate, sono traslitterate come y, g ed e sebbene siano variazioni di rune non puntate piuttosto che caratteri a sé stanti.
Le rune legate sono contrassegnate da un arco. Alcune rune legate sono scritte in modo tale che è impossibile sapere quale runa precedesse l'altra, perciò gli studiosi devono controllare le varie combinazioni per ricavarne una parola comprensibile: tutte le traslitterazioni di rune legate sono perciò interpretazioni degli studiosi.
Rune note da vecchi disegni ma scomparse da allora sono racchiuse in parentesi quadre.

## Trascrizione o normalizzazione
Le rune vengono trascritte in una scrittura normalizzata delle lingue in cui furono scritte, e tale trascrizione è resa in corsivo. Poiché una singola runa può rappresentare diversi fonemi, le trascrizioni possono differire moltissimo dalle traslitterazioni: la runa þ ad esempio può rappresentare sia la lettera þ (θ) sia la lettera ð (ð).